# Dichostemma
Genre
Dichostemma est un genre de plantes à fleurs de la famille des Euphorbiaceae.

## Liste d'espèces
Selon Catalogue of Life (17 octobre 2017) :
- Dichostemma glaucescens Pierre
- Dichostemma zenkeri Pax

Selon NCBI (17 octobre 2017) :
- Dichostemma glaucescens

Selon The Plant List (17 octobre 2017) :
- Dichostemma glaucescens Pierre
- Dichostemma zenkeri Pax

Selon Tropicos (17 octobre 2017) (Attention liste brute contenant possiblement des synonymes) :
- Dichostemma amplum Pax
- Dichostemma glaucescens Pierre
- Dichostemma zenkeri Pax